# Sculptoteles braueri
Sculptoteles braueri är en mångfotingart som först beskrevs av Carl 1918.  Sculptoteles braueri ingår i släktet Sculptoteles och familjen Aphelidesmidae. Inga underarter finns listade i Catalogue of Life.